# Restrepia sanguinea
Restrepia sanguinea Rolfe (1894) es una especie de orquídeas de la familia de las Orchidaceae.

## Hábitat
La planta se encuentra en el bosque nublado de Venezuela y Colombia en elevaciones de 1500 a 2800 m s. n. m.

## Descripción
Es una planta diminuta de tamaño, que prefiere el clima fresco a frío y es epífita con ramicauls delgados y erectos ramicauls envueltos en unas 5 a 6 imbricadas y acuminadas vainas infladas con una sola hoja apical, erecta, coriácea, de color púrpura por debajo y que florece en la primavera en un terminal, una única flor florece sucesivamente en la inflorescencia que surge en la parte de atrás de la hoja.

## Nombre común
- Español: Restrepia sangre roja
- Inglés:  Blood Red Restrepia

## Sinonimia
- Restrepia antioquiensis Schltr. (1920)
- Pleurothallis antioquiensis (Schltr.) P.H. Allen (1948)